# Планинська Вас (Трбовлє)
Планинська Вас (словен. Planinska vas) — поселення в общині Трбовлє, Засавський регіон, Словенія. Висота над рівнем моря: 619 м.